# ماثيو باركر (لاعب كرة قدم أسترالية)
ماثيو باركر (بالإنجليزية: Matthew Parker)‏ هو لاعب كرة قدم أسترالية أسترالي، ولد في 25 يناير 1996.

## وصلات خارجية
- ماثيو باركر على موقع AustralianFootball.com (الإنجليزية)
- ماثيو باركر على موقع AFLtables.com (الإنجليزية)